# International Journal of Transgender Health
International Journal of Transgender Health（IJTH）は、性別違和と性別不和に関する研究、トランスジェンダー個人の医療、性別適合手術の社会的および法的な受容、トランスジェンダーの健康に関する専門的および一般的な教育を対象とする、季刊の査読付き学術雑誌である。また、WPATHの標準ケア、ゲストによる論説、政策声明、編集へのレター、レビュー論文も出版している。政策立案者、実務者、一般の人々を含む幅広い読者に情報を提供することを目的としている。
IJTHは、世界トランスジェンダー・ヘルス専門家協会（World Professional Association for Transgender Health、WPATH）の公式雑誌である。編集長（editor-in-chief）はWalter Pierre Bouman（National Centre for Transgender Health、イギリスのノッティンガム大学）。雑誌はTaylor & Francisにより出版されている。

## アブストラクトとインデックス化
雑誌は、CINAHL、SocINDEX、EBSCO databases、Scopus、International Bibliography of the Social Sciences、PASCAL、PsycINFOによりアブストラクトとインデックス化が行われている。

## 歴史
雑誌は、1997年にInternational Journal of Transgenderism（IJT）として刊行された。この名称は現在侮蔑語として使用されているため、より適切で許容できる言葉を反映するために、2020年に現在の名称に変更された。創刊時の編集長は、フリーデマン・プフェフリンとエリー・コールマンが務めた。

### 過去のエディタ
- Friedemann Pfäfflin（ウルム大学）
- Eli Coleman（ミネソタ大学医学部（英語版））
- Richard Ekins（アルスター大学（英語版））
- Dave King（リヴァプール大学）
- Walter O. Bockting（コロンビア大学）